# Milo Đukanović
Milo Đukanović (Nikšić, 15 de fevereiro de 1962) é um político montenegrino que serviu como primeiro-ministro da República de Montenegro em quatro ocasiões, sendo a primeira entre 1991 e 1998, a segunda entre 8 de janeiro de 2003 e 10 de novembro de 2006, a terceira entre 29 de fevereiro de 2008 e 29 de dezembro de 2010 e a quarta entre 4 de dezembro de 2012 e 28 de novembro de 2016. Foi Presidente por duas vezes, a primeira entre 1998 e 2003 e a segunda entre 2018 e 2023. 

## Primeiro ministro
A sua política económica está centrada no desenvolvimento do turismo e privatizações. O estaleiro naval Tivat, que era o orgulho da marinha jugoslava, foi comprado pelo bilionário canadiano Peter Munk após a independência de Montenegro e convertido numa marina para os estrangeiros ricos. A fundição de alumínio Podgorica - a única grande indústria do país - foi vendida em 2005 ao empresário russo Oleg Deripaska, que também juntou forças com o banqueiro britânico Jacob Rothschild e o oligarca francês Bernard Arnault num projecto para construir "um novo Mónaco" nas margens do Adriático. Grande parte das antigas terras militares foi vendida a investidores, incluindo os filhos do Presidente do Azerbaijão Ilham Aliyev e do bilionário egípcio Samih Sawiris, que estão a construir um complexo de luxo e residências. As redes criminosas também aproveitaram o desenvolvimento frenético das actividades turísticas e investiram em projectos de hotéis, casinos e parques de lazer. O Hotel Splendid, a mais emblemática destas construções, acolheu os casamentos luxuosos das crianças do mais poderoso "padrinho" do Montenegro, Branislav Mićunović, na presença das elites do país.
A privatização tem encorajado a corrupção e enriquecido aqueles que estão próximos do governo. Assim, de acordo com Milka Tadić Mijović, presidente do Centro de Investigação Jornalística, "quem está no topo é que leva a maior parte da corrupção". Durante os últimos trinta anos, a maioria das empresas estatais foram privatizadas de forma encoberta. Ðukanović e a sua família tornaram-se o povo mais rico do país. O seu irmão Aleksandar, que estava desempregado, controla a capital da maior instituição financeira do Montenegro, o Prva Banka. A sua irmã Ana, que foi juíza durante as privatizações, é proprietária de um dos maiores escritórios de advocacia. Um investidor estrangeiro que não queira ter problemas será bem aconselhado a utilizar os serviços desta firma.
Esta política também contribuiu para reforçar as disparidades regionais e as desigualdades sociais. A taxa de desemprego sobe para 36,6% na parte norte do país, em comparação com 3,9% na região costeira, enquanto um quarto da população vive abaixo do limiar de pobreza (2018).

### Riqueza e evasão fiscal
Com uma fortuna estimada em 11,5 milhões de euros em 2010, foi classificado pelo jornal The Independent como o 20º executivo mais rico do mundo em 2010.

O seu nome foi mencionado nos Pandora Papers em Outubro de 2021. Ele e o seu filho estão listados como proprietários de trusts nas Ilhas Virgens Britânicas. A sua irmã, Ana Kolarević, já apareceu nos Panama Papers em 2016.